# Santa Cruz, Santiago Atitlán
Santa Cruz är en ort i Mexiko.   Den ligger i kommunen Santiago Atitlán och delstaten Oaxaca, i den sydöstra delen av landet, 400 km sydost om huvudstaden Mexico City. Santa Cruz ligger 1 138 meter över havet och antalet invånare är 164.
Terrängen runt Santa Cruz är bergig åt nordväst, men åt sydost är den kuperad. Runt Santa Cruz är det glesbefolkat, med 20 invånare per kvadratkilometer. Närmaste större samhälle är San Juan Juquila, 17,0 km söder om Santa Cruz. I omgivningarna runt Santa Cruz växer i huvudsak städsegrön lövskog.